# Lincoln College (Oxford)
Pour les articles homonymes, voir Lincoln College.
Lincoln College (formellement, The College of the Blessed Mary and All Saints, Lincoln) est l'un des Collèges de l'Université d'Oxford, situé sur Turl Street dans le centre d'Oxford. Lincoln a été fondé en 1427 par Richard Fleming, alors évêque de Lincoln. C'est le neuvième plus ancien collège de l'université d'Oxford encore existant.
Parmi les plus célèbres étudiants de ce collège, il y a lieu de citer John Radcliffe, Howard Florey, Edward Abraham, Norman Heatley, Nevil Sidgwick, John Wesley, John le Carré, Rachel Maddow, le dessinateur Theodor Seuss Geisel (le « Dr Seuss ») et Rishi Sunak. L'association Mensa a été fondée par deux étudiants : Roland Berrill, un avocat australien, et le Dr. Lancelot Ware, chercheur et juriste britannique, en 1946. Lincoln College a conservé l'une des plus anciennes cuisines médiévales du Royaume-Uni.

## Histoire

### Fondation

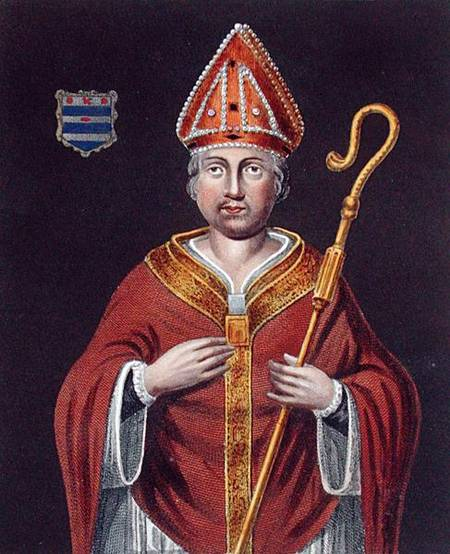
Richard Fleming, le fondateur.

Richard Fleming a fondé le Lincoln College en réaction aux doctrines de Wyclif, l’inspirateur des Lollards. Son ambition était d'en faire « un modeste collège d'étudiants de théologie sérieux, prêts à défendre les mystères de l'Ecriture contre ces laïcs ignorants qui ont profané par leurs grognements porcins ses perles les plus sacrées ». Il obtint pour cela un privilège du roi Henri VI, s'étendant sur les paroisses d'All Saints, de St. Michael at the North Gate, et de St. Mildred, avec permission de nommer un recteur. Le collège a fait depuis de l'église d'All Saints sa bibliothèque, et entretient des liens particuliers avec l'église St Michael's at the North Gate, qui lui sert de chapelle en cas de nécessité.
Malgré une dotation insuffisante et malgré les troubles qui accompagnèrent la guerre des Deux-Roses (les statuts du collège avaient été approuvés par un souverain Lancastre déposé), l'institution survécut et même prospéra grâce aux efforts de ses professeurs et à la prodigalité du second évêque de Lincoln, Thomas Rotherham. Richard Fleming mourut en 1431, et le premier recteur, William Chamberleyn, en 1434, laissant un collège encore peu étendu et un budget très modeste. Le second recteur, John Beke, assura la sécurité financière de l'établissement en démarchant des donateurs : dès 1436, sept professeurs permanents (fellows) y étaient attachés. John Forest, le doyen de la cathédrale de Wells et proche ami de Beke, fit une donation d'un montant tel que le collège promit de le considérer comme un de ses cofondateurs. Ces sommes permirent la construction d'une chapelle, d'une bibliothèque, du hall et des cuisines. Après un sermon acerbe du recteur en exercice, Thomas Rotherham dut à son tour contribuer et renouvela effectivement les privilèges en 1478, en obtenant l'approbation des statuts par le roi Édouard IV.

### Le Réveil religieux
Au XVIIIe siècle, Lincoln s'attacha la réputation de berceau du Méthodisme car John Wesley, qui y avait étudié en 1726, organisait des offices religieux avec son frère Charles et un groupe de dévots de Wesley, que le reste de l'université prit l'habitude d'appeler les « mites à bibles » (Bible-moths). John Wesley s'éloigna du collège après son départ pour la Géorgie comme chapelain missionnaire en 1735, puisqu'il signa désormais ses publications « John Wesley, naguère Fellow de Lincoln College ». On peut voir son portrait dans le Hall, ainsi que son buste en imposte dans la cour d'honneur. Une salle, où l'on pense qu'il a enseigné, porte désormais son nom ; elle a été réhabilitée par des méthodistes américains au début du XXe siècle.

### Tradition et rivalité
Comme cela arrive fréquemment à Oxford, le collège entretient une rivalité traditionnelle avec son voisin, Brasenose College (fondé d'ailleurs par un autre évêque de Lincoln). Les deux collèges partagent une tradition célébrée chaque année le jour de l'Ascension. Selon la tradition locale, il y a des siècles de cela, alors que la foule chassait les étudiants hors de la ville, le portier de Lincoln a mis à l'abri les étudiants de Lincoln, mais a refusé l'entrée à un étudiant de Brasenose, le laissant seul face aux bourgeois. Selon une autre tradition, un étudiant de Lincoln aurait défié en duel un étudiant de Brasenose. Dans chaque, c'est un étudiant de Brasenose qui aurait perdu la vie, et depuis, chaque jour de l'Ascension, Lincoln College invite chaque année des membres de Brasenose College par la porte située entre les deux collèges, leur offrant bière à volonté en signe de repentance ; mais depuis le XIXe siècle, la bière est mélangée avec de la sève de lierre pour limiter les beuveries.

### Début duXXesiècle
Lincoln se classe chaque année dans les dix premiers collèges au classement Norrington, depuis 2006 (sauf en 2010 et 2011).
En 1958, le collège a été le premier d'Oxford à réserver une salle de repas aux étudiants de second cycle,. Les premières classes mixtes ont vu le jour, comme un peu partout à Oxford, en 1979, mettant un terme à une exclusivité cinq fois centenaire.
En 2007, le collège a pris l'initiative exceptionnelle de faire faire les portraits de deux employés du collège ne faisant partie ni des donateurs, ni des professeurs, en hommage à la qualité de leurs services. Le chef-cuisinier Jim Murden et le glacier Kevin Egleston ont travaillé à la cuisine et la glacerie du College pendant 33 ans et 28 ans respectivement, et cela jusqu'en 2010. Leurs portraits ont été réalisés par Daphne Todd, qui a déjà réalisé les portraits du grand-duc de Luxembourg et de Spike Milligan.

## Architecture

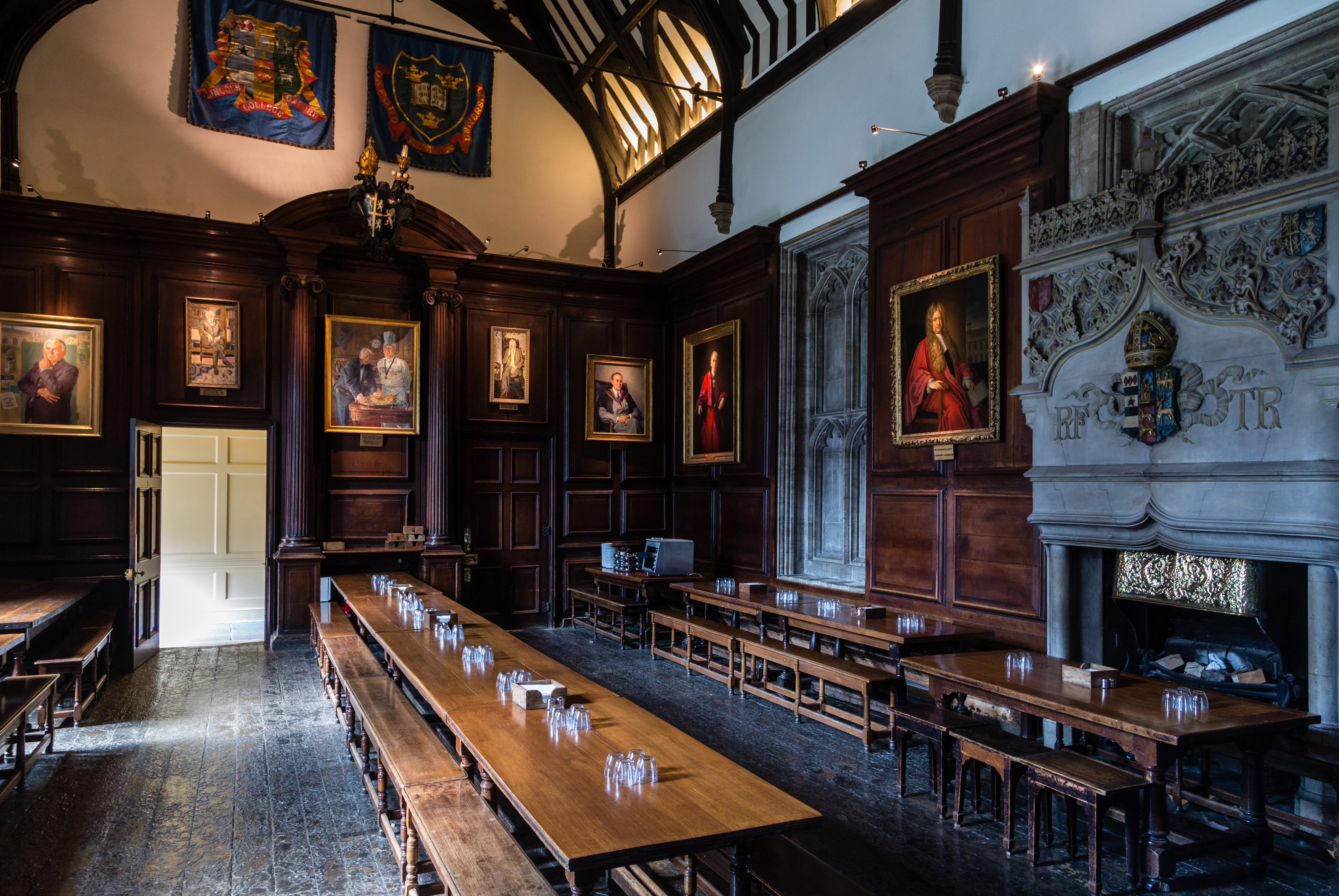
La salle des repas.

Selon Nikolaus Pevsner, Lincoln College « a conservé plus qu'aucun autre collège d'Oxford le caractère d'un collège du XVe siècle. » Il le doit surtout à sa façade le long de Turl Street et aux bâtiments de la cour carrée, qui n'ont encore aujourd'hui que deux étages (bien que le parapet et les créneaux soient, eux, du XIXe siècle). Le collège possède, parfois en partie, la plupart des immeubles de Turl Street, ce qui lui permet d'assurer le logement de ses étudiants. Le lierre qui couvre les façades de la cour d'honneur du collège est de la vigne vierge (Parthenocissus quinquefolia), vert sombre l'été, tournant vers le mauve à l'automne, et dépouillée en hiver.
Il y a quatre cours intérieures : la cour d'honneur, ou Front Quad (XVe siècle), celle de la chapelle (1608–1631) et The Grove (XIXe siècle), sans compter les différents espaces verts. Contrairement à de nombreux collèges, toute son architecture affecte un style médiéval et il n'y a aucun bâtiment de style plus récent. Le café du collège, Deep Hall (ou Deepers), se trouve en contrebas du grand hall : c'était autrefois la cave à bière de l’établissement, et c'est l'une des parties les plus anciennes du collège (notamment les piliers). On accède à la cave à vin par Deep Hall : elle occupe des caves sous la cour du Grove.
Le collège sert de cadre à de nombreuses œuvres littéraires. C. P. Snow s'en est inspiré pour son roman The Masters, version romancée de la biographie de Mark Pattison (1813 – 1884), un recteur dont les ambitions académiques sont contrariées par le conservatisme de ses collègues plus âgés ; mais Snow situe son récit dans un collège de Cambridge. Il a fourni aussi les décors de trois épisodes de la série Inspector Morse, et la façade sur Turl Street est récurrente dans la série Inspecteur Lewis.

### La chapelle

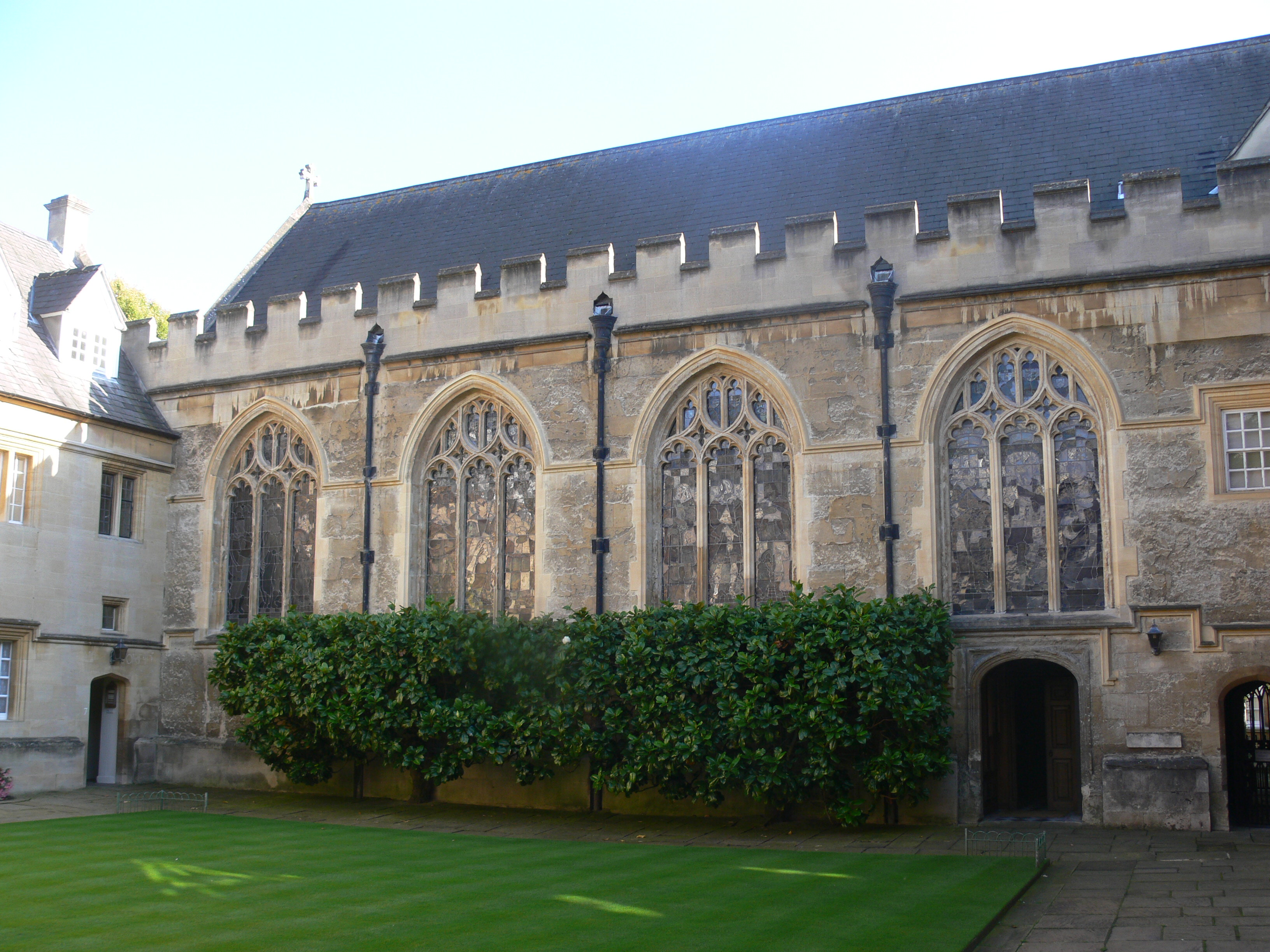
La cour de la chapelle.

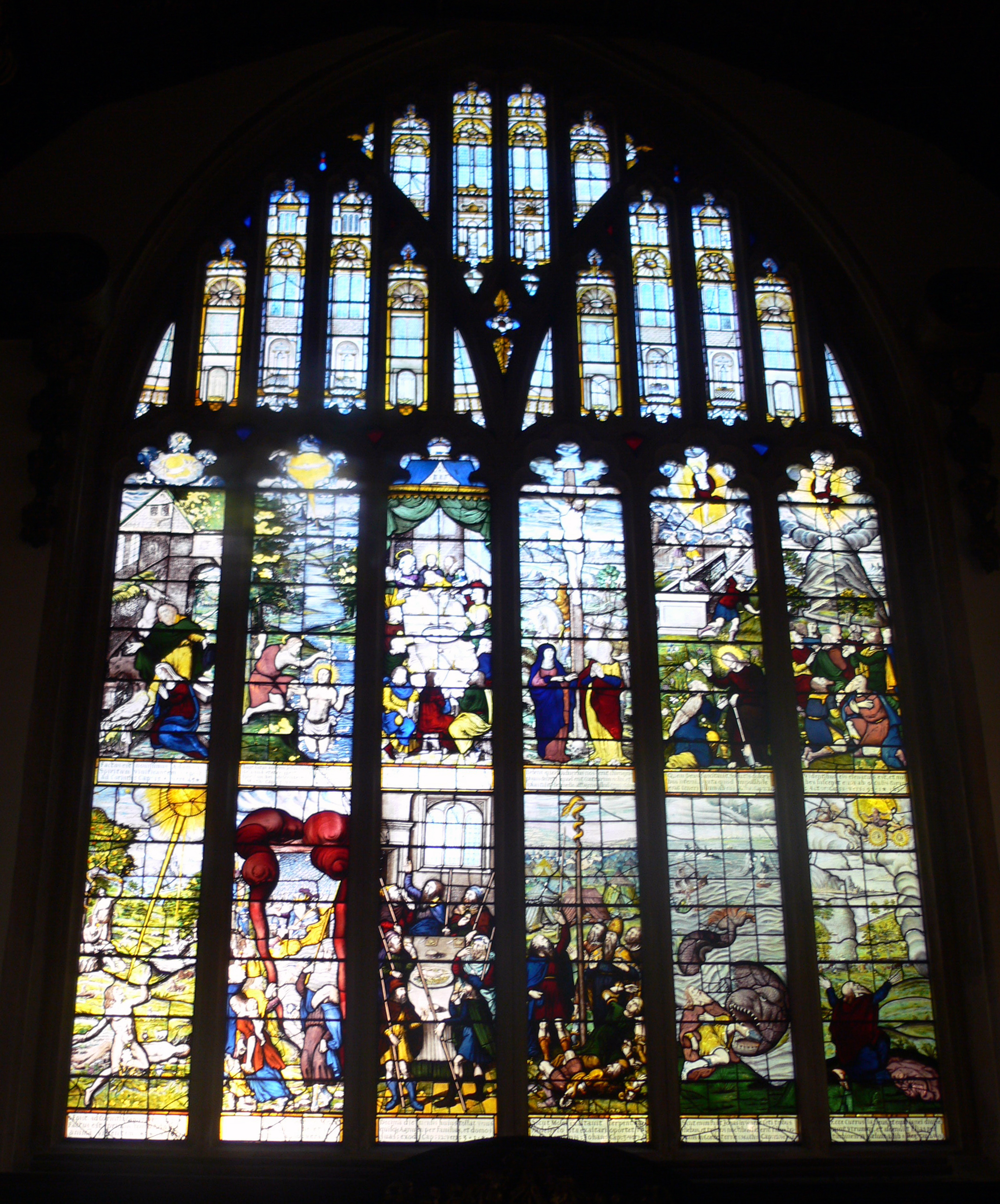
Le vitrail est de la chapelle.

La chapelle du collège a été construite dans le style perpendiculaire tardif entre 1629 et 1631 ; ses vitraux sont émaillés et non teints, procédé complexe qui consiste à mélanger de la peinture au verre fondu. Ils sont l’œuvre d'Abraham van Linge, un expert de cette technique. Le vitrail oriental de la chapelle représente douze scènes bibliques : les six panneaux supérieurs décrivent la passion de Jésus (y compris la Cène), cependant que les six panneaux inférieurs décrivent des scènes de l'Ancien Testament (Adam et Ève et la Création, la baleine recrachant Jonas, etc.). Le vitrail nord représente les douze prophètes, et les vitraux sud, les douze apôtres. Le panneau séparant la nef (abritant l'orgue) du chœur est en bois de cèdre, et l'odeur aromatique de ce bois a parfumé, dit-on, la chapelle pendant presque un siècle.

### La bibliothèque

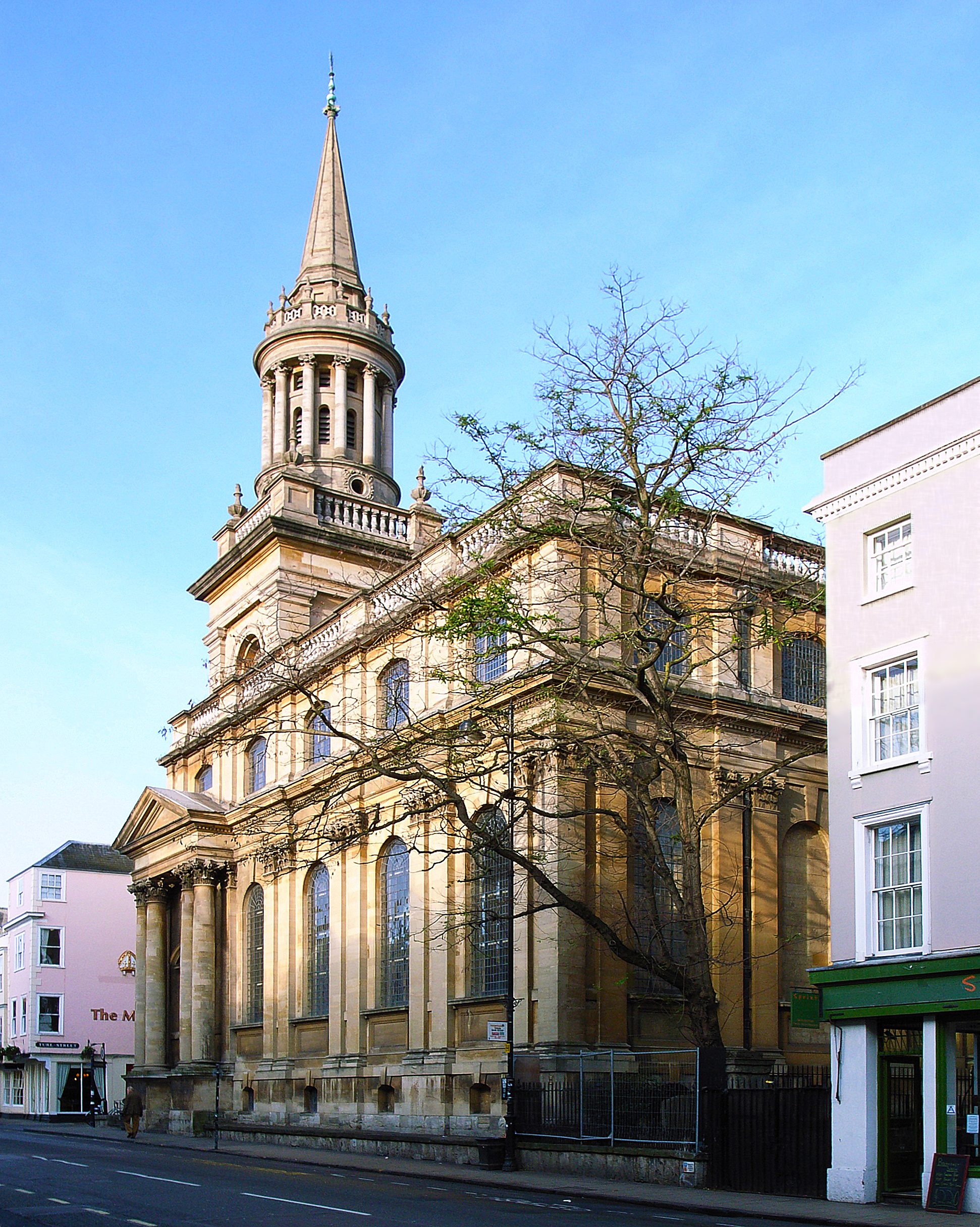
L'église d'All Saints, sur High Street, abrite aujourd'hui la bibliothèque de Lincoln College.

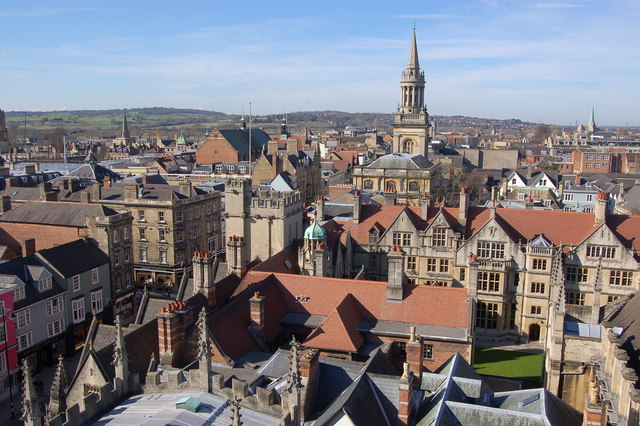
Le clocher de la bibliothèque de Lincoln College.

La bibliothèque, qui est sans doute l'édifice le plus prestigieux du collège, se trouve dans l'église d'All Saints (XVIIIe siècle), reconvertie pour l'occasion après son transfert au collège en 1971. Le clocher d'All Saints est un élément marquant du paysage urbain d'Oxford, l'une de ces « flèches rêveuses » qui ont fait la réputation de la ville (The Dreaming Spires). Les appartements du recteur (1929–1930), dans Turl Street, sont de style néo-géorgien ; on y accède aussi bien par le portail donnant sur la rue, que depuis l'intérieur du collège, par un portail de la cour de la chapelle. Après l'effondrement du clocher de la chapelle en 1700, le doyen de Christ Church Henry Aldrich, architecte à ses heures, dessina les plans d'une nouvelle église ; mais on croit déceler dans certains ajouts plus tardifs du clocher et de sa flèche, la plume de Nicholas Hawksmoor, l'un des plus illustres architectes baroques de Grande-Bretagne. Le clocher abrite un carillon complet de huit cloches, jouées régulièrement.
La bibliothèque conserve quelque 60 000 livres et les étudiants viennent fréquemment y faire leurs devoirs, d'autant qu'elle reste ouverte presque toute l'année jusqu'à 2 h du matin, au contraire des horaires de la Bibliothèque bodléienne et des autres bibliothèques universitaires. Des acquisitions régulières continuent d'enrichir ses collections. La salle de lecture à l'étage, appelée salle Cohen, possède un plafond rocaille et la bibliothèque de recherche (au rez-de-chaussée) conserve quelques-uns des plus anciens ouvrages du collège, en particulier des pamphlets de la Première guerre civile, des manifestes du méthodisme (Wesleyana), des pièces de théâtre de la fin du XVIIe siècle ainsi que quelques manuscrits. La bibliothèque scientifique se trouve aussi au rez-de-chaussée. L'accès à la bibliothèque est réservé aux étudiants inscrits et au personnel du collège, mais les autres étudiants d'Oxford peuvent venir sous réserve d'une recommandation.